# Kia Stonic
Kia Stonic je osobní automobil vyráběný jihokorejskou automobilkou Kia Motors. Patří do třídy malých SUV. Byl uveden na český trh  v říjnu roku 2017. Technicky vychází z modelu Kia Rio.

## Technické parametry
Jedná se o crossover s hmotností 1069 kg v základní verzi a zavazadlovým prostorem o objemu 352 litrů. Přesné rozměry korejská automobilka zatím nezveřejnila, pouze odhadovaná délka je 415 cm a měřené rozměry vnitřní kabiny slibují pohodlné cestování pro celou posádku. V prodeji bude jak benzínový tak naftový motor. U benzínových motorů leží nejníže verze 1.25 MPI (62 kW/84 k), s nímž je spárovaná pětistupňová manuální převodovka. Šestistupňová manuální převodovka je použita u modelu 1.4 MPI (74 kW/100 k) a také u modelu 1.0 T-GDI (88 kW/120 k). Dieslový motor, který bude na trh uveden v roce 2018 bude k dispozici ve variantě 1.6.CRDi.

## Vlastnosti vozu
Kia Stonic nabízí řadu bezpečnostních a asistenčních technologií. Mezi ně patří např. zadní kamera s vodicími liniemi pro parkování, sledování pozornosti řidiče, nezávislý systém nouzového brzdění s rozpoznáváním chodců a prediktivní varování před čelní srážkou. Dále je vůz standardně vybaven systémy Apple CarPlay a Android Auto, což znamená bezproblémovou spolupráci chytrých telefonů s dotykovým systémem palubního infotainmentu. Pohodlí a praktičnost zvyšuje vyhřívání předních sedadel, automatický tempomat a bezklíčový vstup.